# Beat Feuz
Beat Feuz (* 11. Februar 1987 in Schangnau) ist ein ehemaliger Schweizer Skirennfahrer. Er war auf die Disziplinen Abfahrt und Super-G spezialisiert und gehörte seit 2011 der Nationalmannschaft von Swiss-Ski an. Seine grössten Erfolge sind der Weltmeistertitel in der Abfahrt bei den Skiweltmeisterschaften 2017 in St. Moritz, der viermalige Gewinn des Abfahrtsweltcups in den Saisons 2017/18, 2018/19, 2019/20 und 2020/21 sowie die Goldmedaille in der Abfahrt bei den Olympischen Winterspielen 2022. Er hält den Rekord von 47 Podestplätzen in Weltcup-Abfahrten.

## Biografie

### Jugend und Juniorenzeit
Feuz, der Sohn eines Landwirts, erlernte das Skifahren in seiner Heimatgemeinde Schangnau im hinteren Emmental. Sein erstes Kinderrennen gewann er im Alter von sieben Jahren. Im Februar 1995, einen Tag vor seinem achten Geburtstag, brach er sich beim Schanzenspringen an einem JO-Rennen in Adelboden zwei Fersen und war daraufhin drei Monate lang auf einen Rollstuhl angewiesen. 2002 gewann er den Slalom beim Trofeo Topolino. Nach dem Schulabschluss absolvierte er eine Lehre als Maurer.
Als 15-Jähriger bestritt Feuz im Dezember 2002 seine ersten FIS-Rennen, wobei er zunächst hauptsächlich in den technischen Disziplinen Slalom und Riesenslalom antrat. Die ersten Einsätze im Europacup folgten im November 2004. Weiterhin erwies sich der Slalom als seine stärkste Disziplin. In dieser gewann Feuz bei den Juniorenweltmeisterschaften 2005 in Bardonecchia die Bronzemedaille. Ende Dezember 2005 gelang ihm der erste Sieg in einem FIS-Rennen, einem Slalom in Sörenberg. 2006 ehrte ihn die Schweizer Sporthilfe als besten Nachwuchsathleten des Jahres.

### Lange Verletzungspause
Am 10. Dezember 2006 nahm Feuz auf der Reiteralm erstmals an einem Weltcup-Rennen teil und klassierte sich in der Super-Kombination auf Platz 33. Zunehmend begann er auch Abfahrten und Super-Gs zu bestreiten. Bei den Juniorenweltmeisterschaften 2007 erwies sich Feuz als der mit Abstand erfolgreichste Teilnehmer: In Zauchensee gewann er die Goldmedaille in der Abfahrt und im Super-G, in Flachau wurde er Dritter im Slalom und Elfter im Riesenslalom. Darüber hinaus gewann er die Goldmedaille in der aus Abfahrt, Riesenslalom und Slalom zusammengesetzten Kombinationswertung. Feuz durfte daraufhin am Weltcupfinal in der Lenzerheide teilnehmen und holte am 14. März 2007 mit Platz 14 in der Abfahrt sogleich die ersten Weltcuppunkte. Aufgrund seiner kleinen und damals etwas molligen Statur sowie seiner Schnelligkeit erhielt er von den Teamkollegen den Spitznamen «Kugelblitz».
Im September 2007 zog sich Feuz während des Trainings auf dem Theodulgletscher in Zermatt einen Kreuzbandriss zu und musste als Folge davon die gesamte Saison 2007/08 ausfallen lassen. 2008 zeichnete ihn die Sporthilfe zum zweiten Mal als Nachwuchssportler des Jahres aus, was vor ihm nur dem Radsportler Fabian Cancellara gelungen war. Auch in der Saison 2008/09 konnte Feuz kein einziges Rennen bestreiten, nachdem er sich am 28. November 2008 im Abschlusstraining zur ersten Weltcupabfahrt in Lake Louise eine weitere Knieverletzung (Korbhenkelriss am Meniskus) zugezogen hatte.

### Aufstieg an die Weltspitze
Nach einer über zweijährigen Verletzungspause griff Feuz zu Beginn der Saison 2009/10 wieder ins Weltcupgeschehen ein. Im Gegensatz zur Juniorenzeit konzentrierte er sich nun vollends auf die schnellen Disziplinen Abfahrt und Super-G, wobei er sich vorerst im Mittelfeld etablieren konnte. Im Januar 2010 fuhr er bei den Lauberhornrennen in Wengen auf Platz 12 in der Super-Kombination, gleichbedeutend mit seinem bis dahin besten Weltcupergebnis.
Ähnlich verlief zunächst auch die Saison 2010/11 mit mehreren Platzierungen im Mittelfeld. Ende Februar 2011 stiess Feuz in Kitzbühel und Chamonix erstmals unter die besten zehn vor. Bei den Weltmeisterschaften 2011 in Garmisch-Partenkirchen erreichte er einen neunten Platz in der Abfahrt. In der Kombinationsabfahrt fuhr er auf den zweiten Platz, schied dann aber im Slalom kurz vor dem Ziel aus und vergab eine realistische Chance auf einen Medaillengewinn. Der endgültige Durchbruch an die Weltspitze gelang ihm am 11. März 2011 mit seinem ersten Weltcupsieg, als er auf dem Olympiabakken in Kvitfjell die Abfahrt gewann, gefolgt von einem dritten Platz in der Abfahrt einen Tag später. Zum Saisonabschluss gewann er den Schweizer Meistertitel in der Super-Kombination.
Die erste Weltcup-Podestplatzierung in einem Super-G erzielte Feuz am 3. Dezember 2011 mit Platz 3 auf der Birds of Prey in Beaver Creek. Am 16. Dezember folgte auf der Saslong in Gröden der erste Sieg in dieser Disziplin. Bei den Lauberhornrennen in Wengen stand er am 13. Januar 2012 als Zweiter der Super-Kombination erstmals auch in dieser Disziplin auf dem Podest. Einen Tag später entschied er die prestigeträchtige Lauberhornabfahrt für sich.
Im Verlaufe der Saison 2011/12 zeichnete sich zwischen Beat Feuz, dem Österreicher Marcel Hirscher und dem Kroaten Ivica Kostelić immer mehr ein Dreikampf um den Sieg in der Weltcup-Gesamtwertung ab. Mit insgesamt vier Podestplätzen klassierte sich Feuz in der Kombinationswertung auf dem zweiten Platz hinter Kostelić. Da der Kroate daraufhin eine vierwöchige Verletzungspause einlegen musste, lieferte sich Feuz mit Hirscher nun ein Duell. Er gewann die Abfahrt auf der Rosa Chutor in Krasnaja Poljana bei Sotschi sowie den Super-G in Kvitfjell (zeitgleich mit Klaus Kröll). Den Weltcupfinal in Schladming, von den Medien zum grossen «Showdown» hochstilisiert, nahm er mit 55 Punkten Vorsprung in Angriff. Diesen baute er in der letzten Abfahrt der Saison zwischenzeitlich auf 135 Punkte aus; in der Disziplinenwertung musste er sich Kröll um 7 Punkte geschlagen geben. Nach Feuz’ Ausfall und Hirschers überraschendem dritten Platz im letzten Super-G lag der Vorteil wieder auf der Seite des Österreichers. Im letzten Riesenslalom blieb Feuz ohne Punkte, während Hirscher (nach Rang 2 im ersten Lauf) siegte und ihn mit 25 Punkten in der Gesamtwertung überholte. Da Feuz auf den abschliessenden Slalom verzichtete, stand Hirscher somit als Gesamtsieger fest.

### Verletzung und Comeback
Nach Ende der Saison 2011/12 liess sich Feuz einen Knochenabriss im linken Knie fixieren, beim Sommertraining in Chile erlitt er im selben Knie einen Knorpel- und Meniskusschaden. Auf einen Start beim Auftaktrennen der Weltcupsaison 2012/13 verzichtete Feuz, kurz darauf musste er wegen einer Entzündung im linken Knie erneut in ärztliche Behandlung. Am 21. November 2012 gab er bekannt, aufgrund der anhaltenden Knieprobleme im gesamten Winter 2012/13 keine Rennen bestreiten zu können. Sein Comeback gab er 30. November 2013 beim Super-G von Lake Louise, in welchem er den 30. Platz belegte. Eine Woche später fuhr er als Sechster der Abfahrt von Beaver Creek bereits wieder in die Weltspitze. Im weiteren Verlauf der Saison erzielte er eine weitere Top-10-Platzierung.
Nach fast zweieinhalb Jahren gelang Feuz am 5. Dezember 2014 wieder eine Podestplatzierung, als er in der Abfahrt von Beaver Creek auf den zweiten Platz fuhr. Ebenfalls Zweiter wurde er am 18. Januar 2015 bei der Lauberhornabfahrt. Ansonsten waren seine Ergebnisse im Weltcup durchschnittlich. Bei den Weltmeisterschaften 2015 in Beaver Creek gewann er die Bronzemedaille in der Abfahrt. Eine Verletzung beeinträchtigte seine Vorbereitung auf die Saison 2015/16: Nach einem Unfall im Sommer-Trainingslager in Chile erlitt Feuz einen Teilabriss der Achillessehne, der operativ behandelt werden musste. Dadurch konnte er mehrere Wochen lang nicht trainieren und verpasste den ersten Teil der Saison. Sein Comeback gab er Mitte Januar 2016 bei den Lauberhornrennen in Wengen. Nur eine Woche später, am 23. Januar 2016, stand er als Zweitplatzierter der Hahnenkammabfahrt von Kitzbühel erneut auf einem Weltcuppodest. Je ein dritter Platz folgte in den Abfahrten von Garmisch-Partenkirchen und Chamonix. Die erfolgreiche Comeback-Saison schloss er mit zwei Siegen in St. Moritz ab (je eine Abfahrt und ein Super-G). Es waren dies seine ersten Siege nach mehr als vier Jahren.

### Weltmeister und Olympiasieger
In der Saison 2016/17 gelangen Feuz nach etwas verhaltenem Beginn zwei Podestplätze: je ein dritter Platz im Super-G von Kitzbühel und in der Abfahrt von Garmisch-Partenkirchen. Seine aufsteigende Form bewies er in der Hahnenkammabfahrt in Kitzbühel am 21. Januar 2017: Bei der letzten Zwischenzeit lag er mit über sieben Zehntelsekunden voraus und schien der sichere Sieger zu sein, ehe er an der Hausbergkante eine falsche Linie wählte und in die Sicherheitsnetze fuhr. Bei diesem heftigen Sturz blieb er jedoch unverletzt. Drei Wochen später, bei den Weltmeisterschaften 2017 in St. Moritz, übernahm er mit Trainingsbestzeiten die Favoritenrolle. Am 12. Februar 2017 gelang ihm der bis dahin grösste Erfolg seiner Karriere mit dem Gewinn des Abfahrtsweltmeistertitels. Nach den Weltmeisterschaften kam im Weltcup noch ein dritter Platz in der Abfahrt von Kvitfjell hinzu.
Feuz erwies sich in der Saison 2017/18 als der beständigste aller Abfahrtsspezialisten und war nie schlechter als auf dem achten Platz klassiert. Nachdem er zum Saisonauftakt in Lake Louise gewonnen hatte, liess er Siege in Wengen und Garmisch-Partenkirchen folgen. Bei den Olympischen Winterspielen 2018 gehörte Feuz zum engsten Favoritenkreis in der Abfahrt. In Pyeongchang musste er sich am 15. Februar den beiden Norwegern Aksel Lund Svindal und Kjetil Jansrud geschlagen geben und gewann die Bronzemedaille. Völlig unerwartet, da seine bisherigen Saisonergebnisse in dieser Disziplin nicht herausragend gewesen waren, kam einen Tag später die Silbermedaille im Super-G hinzu. Mit einem Vorsprung von 60 Punkten in der Disziplinenwertung nahm Feuz die Abfahrt beim Weltcupfinal in Åre in Angriff. Da er dort den dritten Platz belegte und seinen härtesten Konkurrenten Svindal um einen Rang hinter sich liess, stand er somit als Gewinner des Abfahrtsweltcups fest – als erster Schweizer seit Didier Cuche im Jahr 2011.

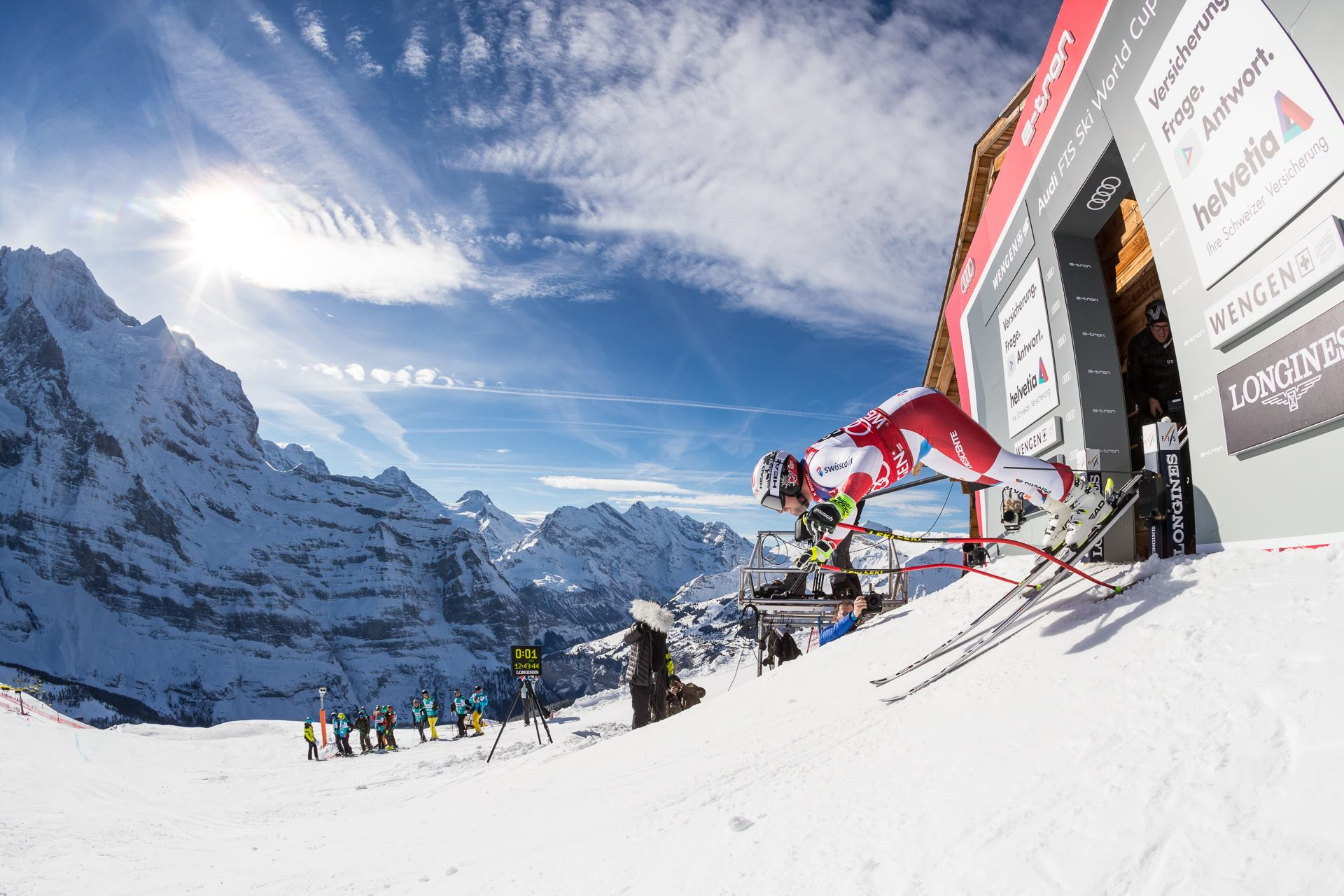
Start zur Lauberhornabfahrt am 19. Januar 2019

Ebenfalls von Beständigkeit geprägt waren Feuz’ Abfahrtsergebnisse während der Saison 2018/19. Ein sechster Platz zu Beginn des Winters in Lake Louise war sein schlechtestes Ergebnis. Er gewann in Beaver Creek und war im weiteren Verlauf des Winters je dreimal Zweiter und Dritter. Auch vor der Abfahrt der Weltmeisterschaften 2019 in Åre, die am 9. Februar stattfand, gehörte er zu den meistgenannten Favoriten. Im dichten Schneetreiben belegte er den vierten Platz und verpasste eine Medaille um elf Hundertstelsekunden. Die Durchführung des Rennens angesichts der schlechten Wetter- und Pistenverhältnisse kritisierte er als «nicht WM-würdig». Schliesslich konnte er seinen Titel im Abfahrtsweltcup verteidigen und entschied die Wertung mit 20 Punkten Vorsprung auf den Italiener Dominik Paris für sich.
In der ersten Hälfte der Saison 2019/20 lieferte sich Feuz in den Abfahrten erneut ein Kopf-an-Kopf-Duell mit Paris und fuhr auf konstant hohem Niveau (er war nie schlechter als auf dem sechsten Platz klassiert). Bis Ende Dezember gewann er in Beaver Creek, hinzu kamen ein zweiter und zwei dritte Plätze. Am 18. Januar gewann er zum insgesamt dritten Mal die Lauberhornabfahrt in Wengen, was vor ihm einzig Franz Klammer geschafft hatte. Vor der nachfolgenden Hahnenkammabfahrt in Kitzbühel verletzte sich Paris im Training, womit die Spannung im Kampf um den Abfahrtsweltcup weitgehend verflog, da Feuz bereits einen grossen Vorsprung auf die übrige Konkurrenz hatte. In Kitzbühel und Saalbach-Hinterglemm klassierte er sich jeweils als Zweiter. Sein bestes Saisonergebnis im Super-G war ein fünfter Platz.
In der Saison 2020/21 gewann Feuz am 22. Januar erstmals die Hahnenkammabfahrt auf der Streif in Kitzbühel; zuvor hatte er dort viermal den zweiten Platz belegt. Zwei Tage später, am 24. Januar, gewann er auch die zweite Abfahrt auf der Streif. Bei den Weltmeisterschaften 2021 in Cortina d’Ampezzo gewann er die Bronzemedaille in der Abfahrt. Ende der Saison 2020/21 gewann er wieder die Abfahrtswertung, als erst zweitem Fahrer nach Franz Klammer zum vierten Mal in Folge.
Am 4. Dezember 2021 erzielte Feuz mit Platz drei in Beaver Creek seine 42. Podestplatzierung in einer Weltcup-Abfahrt. Damit überbot er die bisher gemeinsam von Franz Klammer und Peter Müller gehaltene Bestmarke und ist nun alleiniger Rekordhalter. Sein nächster grosser Erfolg war der Sieg auf der Streif am 23. Januar 2022. Am 7. Februar 2022 gewann Feuz in der Abfahrt der Olympischen Winterspiele in Peking die Goldmedaille. Im Dezember 2022 kündigte er an, seine aktive Karriere nach den Rennen in Wengen und Kitzbühel im Januar 2023 zu beenden. Seinen Abschied vom Skirennsport gab er dann am 16. Januar 2023 mit einem 16. Platz.

## Persönliches
Beat Feuz lebt mit seiner Freundin, der Physiotherapeutin und ehemaligen österreichischen Skirennfahrerin Katrin Triendl (* 1987), in Oberperfuss bei Innsbruck. Er ist Mitglied des Tennisclubs in ihrer Heimatgemeinde Oberperfuss und nimmt im Sommer an Spielen der Bezirksliga teil. Feuz und Triendl sind Eltern von zwei Kindern (* 2018 und 2022).

## Erfolge

### Olympische Spiele
- Sotschi 2014: 13. Abfahrt, 15. Super-Kombination, 27. Super-G
- Pyeongchang 2018: 2. Super-G, 3. Abfahrt
- Peking 2022: 1. Abfahrt

### Weltmeisterschaften
- Garmisch-Partenkirchen 2011: 9. Abfahrt
- Vail/Beaver Creek 2015: 3. Abfahrt, 14. Alpine Kombination
- St. Moritz 2017: 1. Abfahrt, 12. Super-G
- Åre 2019: 4. Abfahrt, 18. Super-G
- Cortina d’Ampezzo 2021: 3. Abfahrt, 10. Super-G

### Weltcupwertungen
| Saison  | Gesamt                              | Gesamt                              | Abfahrt                             | Abfahrt                             | Super-G                             | Super-G                             | Riesenslalom                        | Riesenslalom                        | Kombination                         | Kombination                         | City Event                          | City Event                          |
| Saison  | Platz                               | Punkte                              | Platz                               | Punkte                              | Platz                               | Punkte                              | Platz                               | Punkte                              | Platz                               | Punkte                              | Platz                               | Punkte                              |
| ------- | ----------------------------------- | ----------------------------------- | ----------------------------------- | ----------------------------------- | ----------------------------------- | ----------------------------------- | ----------------------------------- | ----------------------------------- | ----------------------------------- | ----------------------------------- | ----------------------------------- | ----------------------------------- |
| 2006/07 | 118.                                | 18                                  | 46.                                 | 18                                  | –                                   | –                                   | –                                   | –                                   | –                                   | –                                   | –                                   | –                                   |
| 2007/08 | verletzungsbedingt keine Ergebnisse | verletzungsbedingt keine Ergebnisse | verletzungsbedingt keine Ergebnisse | verletzungsbedingt keine Ergebnisse | verletzungsbedingt keine Ergebnisse | verletzungsbedingt keine Ergebnisse | verletzungsbedingt keine Ergebnisse | verletzungsbedingt keine Ergebnisse | verletzungsbedingt keine Ergebnisse | verletzungsbedingt keine Ergebnisse | verletzungsbedingt keine Ergebnisse | verletzungsbedingt keine Ergebnisse |
| 2008/09 | verletzungsbedingt keine Ergebnisse | verletzungsbedingt keine Ergebnisse | verletzungsbedingt keine Ergebnisse | verletzungsbedingt keine Ergebnisse | verletzungsbedingt keine Ergebnisse | verletzungsbedingt keine Ergebnisse | verletzungsbedingt keine Ergebnisse | verletzungsbedingt keine Ergebnisse | verletzungsbedingt keine Ergebnisse | verletzungsbedingt keine Ergebnisse | verletzungsbedingt keine Ergebnisse | verletzungsbedingt keine Ergebnisse |
| 2009/10 | 73.                                 | 88                                  | 41.                                 | 25                                  | 53.                                 | 3                                   | –                                   | –                                   | 18.                                 | 60                                  | –                                   | –                                   |
| 2010/11 | 22.                                 | 363                                 | 7.                                  | 254                                 | 34.                                 | 33                                  | –                                   | –                                   | 14.                                 | 76                                  | –                                   | –                                   |
| 2011/12 | 2.                                  | 1330                                | 2.                                  | 598                                 | 3.                                  | 368                                 | 34.                                 | 34                                  | 2.                                  | 300                                 | 5.                                  | 30                                  |
| 2012/13 | verletzungsbedingt keine Ergebnisse | verletzungsbedingt keine Ergebnisse | verletzungsbedingt keine Ergebnisse | verletzungsbedingt keine Ergebnisse | verletzungsbedingt keine Ergebnisse | verletzungsbedingt keine Ergebnisse | verletzungsbedingt keine Ergebnisse | verletzungsbedingt keine Ergebnisse | verletzungsbedingt keine Ergebnisse | verletzungsbedingt keine Ergebnisse | verletzungsbedingt keine Ergebnisse | verletzungsbedingt keine Ergebnisse |
| 2013/14 | 50.                                 | 147                                 | 27.                                 | 78                                  | 28.                                 | 57                                  | –                                   | –                                   | 28.                                 | 12                                  | –                                   | –                                   |
| 2014/15 | 19.                                 | 405                                 | 7.                                  | 306                                 | 22.                                 | 85                                  | –                                   | –                                   | 23.                                 | 14                                  | –                                   | –                                   |
| 2015/16 | 13.                                 | 596                                 | 5.                                  | 414                                 | 12.                                 | 182                                 | –                                   | –                                   | –                                   | –                                   | –                                   | –                                   |
| 2016/17 | 11.                                 | 447                                 | 4.                                  | 259                                 | 8.                                  | 187                                 | –                                   | –                                   | 43.                                 | 1                                   | –                                   | –                                   |
| 2017/18 | 5.                                  | 856                                 | 1.                                  | 682                                 | 9.                                  | 174                                 | –                                   | –                                   | –                                   | –                                   | –                                   | –                                   |
| 2018/19 | 6.                                  | 722                                 | 1.                                  | 540                                 | 12.                                 | 182                                 | –                                   | –                                   | –                                   | –                                   | –                                   | –                                   |
| 2019/20 | 6.                                  | 792                                 | 1.                                  | 650                                 | 11.                                 | 142                                 | –                                   | –                                   | –                                   | –                                   | –                                   | –                                   |
| 2020/21 | 9.                                  | 607                                 | 1.                                  | 486                                 | 12.                                 | 121                                 | –                                   | –                                   | –                                   | –                                   | –                                   | –                                   |
| 2021/22 | 6.                                  | 820                                 | 2.                                  | 607                                 | 6.                                  | 213                                 | –                                   | –                                   | –                                   | –                                   | –                                   | –                                   |
| 2022/23 | 36.                                 | 221                                 | 14.                                 | 179                                 | 33.                                 | 42                                  | –                                   | –                                   | –                                   | –                                   | –                                   | –                                   |

### Weltcupsiege
Feuz errang in seiner Weltcupkarriere 59 Podestplätze, davon 16 Siege:
| Datum             | Ort                    | Land        | Disziplin |
| ----------------- | ---------------------- | ----------- | --------- |
| 11. März 2011     | Kvitfjell              | Norwegen    | Abfahrt   |
| 16. Dezember 2011 | Gröden                 | Italien     | Super-G   |
| 14. Januar 2012   | Wengen                 | Schweiz     | Abfahrt   |
| 11. Februar 2012  | Krasnaja Poljana       | Russland    | Abfahrt   |
| 2. März 2012      | Kvitfjell              | Norwegen    | Super-G * |
| 16. März 2016     | St. Moritz             | Schweiz     | Abfahrt   |
| 17. März 2016     | St. Moritz             | Schweiz     | Super-G   |
| 25. November 2017 | Lake Louise            | Kanada      | Abfahrt   |
| 13. Januar 2018   | Wengen                 | Schweiz     | Abfahrt   |
| 27. Januar 2018   | Garmisch-Partenkirchen | Deutschland | Abfahrt   |
| 30. November 2018 | Beaver Creek           | USA         | Abfahrt   |
| 7. Dezember 2019  | Beaver Creek           | USA         | Abfahrt   |
| 18. Januar 2020   | Wengen                 | Schweiz     | Abfahrt   |
| 22. Januar 2021   | Kitzbühel              | Österreich  | Abfahrt   |
| 24. Januar 2021   | Kitzbühel              | Österreich  | Abfahrt   |
| 23. Januar 2022   | Kitzbühel              | Österreich  | Abfahrt   |

* zeitgleich mit Klaus Kröll

### Juniorenweltmeisterschaften
- Bardonecchia 2005: 3. Slalom, 8. Kombination, 10. Super-G, 11. Riesenslalom, 35. Abfahrt
- Québec 2006: 4. Abfahrt, 4. Super-G, 17. Riesenslalom
- Zauchensee/Flachau 2007: 1. Abfahrt, 1. Super-G, 1. Kombination, 3. Slalom, 11. Riesenslalom

### Weitere Erfolge
- 2 Schweizer Meistertitel (Super-Kombination 2011, Abfahrt 2017)
- 9 Siege in FIS-Rennen
- Schweizer Nachwuchsathlet des Jahres (2005 und 2007)